# Ranil Jayawardena
Ranil Malcolm Jayawardena (né le 3 septembre 1986) est un homme politique britannique du Parti conservateur qui est député pour Hampshire Nord-Est de 2015 à 2024.
De septembre à octobre 2022, il est secrétaire d'État à l'Environnement, à l'Alimentation et aux Affaires rurales.

## Jeunesse et carrière
Jayawardena est né le 3 septembre 1986 à Londres, en Angleterre. Son père, Nalin Jayawardena, est d'origine sri-lankaise et est arrivé au Royaume-Uni en 1978 pour poursuivre une carrière en comptabilité. Sa mère, Indira Jayawardena, est d'origine indienne. Il a également un frère et une sœur. Il commence ses études à la Hook Infant School et à la Hook Junior School à Hook et à la Robert May's School, une école publique polyvalente dans le village d'Odiham et au Alton College dans la ville d'Alton (tous dans le Hampshire). À la London School of Economics, il obtient un BSc. en sciences politiques en 2008. Après l'université, Jayawardena travaille pour Lloyds Banking Group sur les marchés de capitaux, les services bancaires aux entreprises et dans les fonctions exécutives de son groupe. Il travaille également auprès du député du nord-est du Hampshire, James Arbuthnot.
Il est conseiller de l'arrondissement de Basingstoke et Deane dans le Hampshire de 2008 à 2015. Au cours de son mandat de conseiller, il est membre du cabinet des finances et de la propriété, avant d'être nommé chef adjoint du conseil où il s'est particulièrement concentré sur la revitalisation urbaine et la régénération économique,,.

## Carrière parlementaire
James Arbuthnot, le député de North East Hampshire, indique en 2011 qu'il prendrait sa retraite aux élections qui devait se tenir en 2015. Jayawardena est sélectionné en primaire ouverte comme candidat au Parlement pour la circonscription en 2013. Parmi les autres personnes présélectionnées pour le siège figurent les futurs députés Victoria Atkins et Helen Whately. Il est élu député de la circonscription aux élections générales de 2015 avec 35 573 voix (65,9% des voix) et une majorité de 29 916. Il s'agit de la plus grande majorité de tous les députés conservateurs aux élections. Lors de l'élection, le candidat du parti pour le Parti pour l'indépendance du Royaume-Uni est suspendu après avoir menacé de mort Jayawardena.
Dans son premier discours, il souligne sa croyance en la primauté du droit, aux droits de l'homme et à l'égalité devant la loi assortie d'une égalité des chances et que les droits doivent être équilibrés par les responsabilités. En décembre 2015, il vote pour soutenir les plans du Premier ministre David Cameron de mener des frappes aériennes contre des cibles de l'EIIL en Syrie. Au Parlement de 2015-2017, il fait partie de la commission des affaires intérieures et de la commission du commerce international. Jayawardena soutient le Brexit lors du référendum sur l'adhésion à l'Union européenne au Royaume-Uni en juin 2016.
Il est réélu aux élections générales de 2017 avec 37754 (65,5%) voix et une majorité de 27772 voix. En juin 2017, il ferme son compte Twitter après l'avoir qualifié de « plateforme pleine de trolls, d'extrémistes - et pire ». Après les élections de 2017, il est renommé au Comité du commerce international et rejoint également le Comité de procédure de la Chambre des communes.
En janvier 2018, Jayawardena est nommé Secrétaire parlementaire privé de l'équipe ministérielle du ministère du Travail et des Pensions. En septembre 2018, il est nommé Secrétaire parlementaire privé du ministère de la Justice. Il démissionne de ce poste le 15 novembre 2018 pour protester contre l'accord proposé par le gouvernement sur le Brexit.
Jayawardena soutient Boris Johnson lors des élections à la direction du Parti conservateur (Royaume-Uni) en 2019. Ayant quitté Twitter en 2017, il y est retourné pendant les élections. La même année, il est nommé vice-président du Parti conservateur.
Il est réélu aux élections générales de 2019 avec 35 280 voix, un nombre très similaire à 2015 et 2017, mais avec une majorité réduite de 20 211 voix (34,1%). Il est nommé vice-président du Parti conservateur en février 2020.
Le 5 mai 2020, il est nommé sous-secrétaire d'État parlementaire du département du Commerce international par Boris Johnson à la suite de la démission de Conor Burns.

## Vie privée
Jayawardena vit à Bramley, Hampshire. Il est marié à Alison Roberts, une avocate, depuis 2011 et a deux filles. Son épouse travaille à temps partiel en tant que chercheur principal pour son bureau parlementaire. Il est administrateur / directeur de la Christian Conservative Fellowship.